# Baumgarten (Austria)
Baumgarten è un comune austriaco di 877 abitanti nel distretto di Mattersburg, in Burgenland. Abitato anche da croati del Burgenland, è un comune bilingue; il suo nome in croato è Pajngrt.
È stato sede di un grave incidente ad un gasdotto avvenuto il 12 dicembre 2017.